# God Only Knows
"God Only Knows" là bài hát của ban nhạc rock người Mỹ, The Beach Boys. Đây là một trong số 8 ca khúc nằm trong album phòng thu thứ 11 của họ, Pet Sounds, được phát hành vào năm 1966, và được công nhận rộng rãi là ca khúc nổi tiếng nhất của ban nhạc. "God Only Knows" được sáng tác và sản xuất bởi Brian Wilson, phần lời được viết bởi Tony Asher và được hát chính bởi Carl Wilson.
Bài hát này đã phá vỡ rất nhiều nguyên tắc phổ thông. Đây là ca khúc thương mại đầu tiên mà từ "Chúa" xuất hiện ở nhan đề. Cũng với ca khúc này, Brian Wilson đã sử dụng lần đầu tiên những nhạc cụ không chính thống, và tiêu biểu nhất là dàn kèn cor kiểu Pháp – thứ đã tạo nên đoạn nhạc vào vô cùng nổi tiếng cho ca khúc.